# 1505
Cette page concerne l'année 1505  du calendrier julien. Pour l'année 1505 av. J.-C., voir 1505 av. J.-C. Pour le nombre 1505, voir 1505 (nombre).
L'année 1505 est une année commune qui commence un mercredi.

## Asie

19 juin : Zhengde, empereur de Chine.

- Janvier-mai : campagne de Bâbur au Pendjab[1].
- 28 février/16 juillet ou 14 août, Inde[2] : début du règne de Vira Narasimha, empereur du Vijayanagar (fin en 1509). Fils du « maire du palais » Narasa Nayaka, il fait assassiner l’empereur du Vijayanagar Immadi Narasimha et s’arroge la fonction impériale[3].

- 19 juin : début du règne de Zhengde, empereur Ming de Chine (fin en 1521)[4].
- sd : Tibet : Lobsang Dondrup devient troisième panchen-lama (nommé rétroactivement, fin en 1566)[5].
- sd : Muhammad Chaybani assiège et prend Khiva (1505-1506) et Balkh (1506-1507). Les Ouzbeks sont la première puissance d’Asie centrale[6].

## Afrique
- Les Songhaï envahissent l'empire du Mali. Askia Mohammed poursuit les Mandé de l’ouest[7].

## Exploration et colonisation européennes en Afrique, Asie et Amérique
Les terres découvertes par Christophe Colomb sont désormais identifiées comme un nouveau monde et non plus comme une partie des Indes d'Asie. 

### Exploration et colonisation castillanes
Dans les Caraïbes, les Castillans n'ont encore de colonie qu'à Hispaniola (Saint-Domingue, Haïti).
- Année probable de la découverte des Bermudes par le navigateur espagnol Juan de Bermúdez. La Bermuda est notée sur une carte datée de 1511[8].

### Exploration et colonisation portugaises
Vasco de Gama a atteint l'Inde (Calicut, dans l'actuel Kerala) en 1498 en passant par le cap de Bonne-Espérance et de nouveau en 1502. Le roi de Portugal veut exploiter l'avantage que lui a donné le traité de Tordesillas (1493) en Afrique et en Asie.
- 25 mars : départ de Lisbonne de l'expédition de Francisco de Almeida pour l'océan Indien et les Indes (fin en 1507)[9]. Il devient le premier vice-roi des Indes portugaise (fin en 1509). Manuel Ier de Portugal le charge d’organiser le système des presas (course) contre les navires non autorisés par lui et d’assurer le monopole de sa marine en coupant le chemin de la mer Rouge.

#### En Afrique
- João Lopes de Sequeira occupe Agadir et y établit le fort de Santa Cruz do Cabo de Gué[10].
- 24 juillet : sac de Kiloa (actuelle Tanzanie) par les troupes d'Almeida[11].
- 13 août : Francisco de Almeida, après avoir soumis Sofala et Kiloa, s'empare de Mombasa[12] (le Portugal annexera ou vassalisera la plupart des autres cités de la côte orientale de l'Afrique).
- 21 septembre : Pedro de Anhaia construit un fort à Sofala[13].
- sd : Les Portugais essayent d’entrer en contact avec le Monomotapa (Zimbabwe), qui contrôle plusieurs mines d’or, malgré l’hostilité des Arabes. Ils établissent des fortins sur le Zambèze (Sena, Tete).

#### Aux Indes orientales
- 21 - 27 octobre, Inde : Francisco de Almeida renforce la forteresse Sant’Angelo à Cannanore pour mieux contrôler le trafic.
- début novembre : à son arrivée à Cochin, Almeida apprend que des marchands indiens ont assassiné le chef de poste (feitor) de Kollam et douze de ses compagnons réfugiés dans une église. Les représailles sont immédiates : le fils du vice-roi détruit toute la flottille des marchands, 27 navires qui brûlent avec leur cargaison d’épices, de pierres précieuses, de chevaux et d’éléphants. Les musulmans de Cannanore appellent au soulèvement.
- sd : La flotte de Calicut répond à l’appel, mais est battue grâce à l’artillerie portugaise. Les musulmans de Cannanore résistent à l’artillerie en se protégeant par d’énormes balles de coton sur lesquelles les obus s’amortissent, jusqu’au jour où les Portugais ont l’idée de mettre le feu à ces balles[pas clair][14].
- 15 novembre : les Portugais atteignent Ceylan[15].

## Europe

### Événements non politiques
- Avant le 20 janvier : hiver très doux en Europe occidentale et centrale. Période de froid du 20 janvier au 5 février[16].

### Péninsule italienne (pontificat de Jules II)

#### Guerres d’Italie
- 6 avril : Louis XII reçoit à Haguenau de l'empereur Maximilien l'investiture du duché de Milan[17].
- 12 octobre : par le traité de Blois, Louis XII cède sa part du royaume de Naples à sa nièce Germaine de Foix[18], fiancée à Ferdinand II d'Aragon (mariage le 19 octobre). Par ailleurs, la fille de Louis XII, Claude, est promise en mariage à Charles de Habsbourg, petit-fils de Ferdinand (futur Charles Quint)

### État bourguignon (règne de Philippe le Beau)
L'État bourguignon est un rassemblement de fiefs français ou impériaux (les plus nombreux), entre les mains des ducs de Bourgogne de la maison de Valois, puis de leurs descendants Habsbourg, dont Philippe le Beau, fils de Maximilien d'Autriche et de Marie de Bourgogne, est le premier.
- 30 décembre : Érard de La Marck élu prince-évêque de Liège, avec l'appui du pape Jules II (1503-1513) et du roi Louis XII, contre Jacques de Croy, évêque de Cambrai, soutenu par Philippe le Beau[19].

### Castille (règne de Jeanne de Castille et Philippe le Beau) et Aragon (Ferdinand II d'Aragon)
- 29 août - 14 septembre : les Espagnols répliquent à une attaque de corsaires barbaresques en s’emparant de leur base de Mers el-Kébir[20], près d'Oran.
- 7 mars : promulgation des Leyes de Toro. Les Cortes de Toro généralisent l’institution du majorat[21].
- 12 juillet : bulle de fondation de l'université de Séville[22].
- 30 septembre : devant les plaintes contre les activités du tribunal du Saint-Office, Philippe le Beau et Jeanne suspendent toute action de l’Inquisition en Espagne jusqu’à leur retour des Pays-Bas[23].
- 19 octobre : à la suite du traité de Blois (12 octobre), mariage de Ferdinand d'Aragon, veuf depuis 1504, avec Germaine de Foix, nièce du roi de France
- sd : Gonzalve de Cordoue structure l’armée espagnole selon un ordre hiérarchique formalisé : 12 compagnies (commandées par des capitaines) de 500 hommes forment un régiment (coronelia, commandée par un colonel) ; plusieurs régiments forment une armée (commandée par un maestro de campo)[24].

### Saint-Empire (règne de Maximilien d'Autriche)
- 2 juillet : Martin Luther, maître ès Arts à l’université d’Erfurt décide à la suite d'un vœu à la Vierge d'entrer dans les ordres (17 juillet)[25].
- 20 juillet : charte de fondation du roi de Bohême Vladislas IV d'une université à Breslau en Silésie[26], sans suite immédiate (l'université de Breslau est réellement fondée en 1702).
- 30 décembre : Érard de La Marck est élu prince-évêque de Liège, avec l'appui du pape Jules II (1503-1513) et du roi Louis XII, contre Jacques de Croy, évêque de Cambrai, soutenu par Philippe le Beau[19].

### Pologne et Lituanie (règne d'Alexandre IerJagellon)
- 31 mai : constitution Nihil novi établie par la diète de Radom, qui place le roi de Pologne sous le contrôle de la Diète[27] : « Rien de nouveau (nihil novi) ne pourra être décrété par nous et nos successeurs [...] sans le consentement commun des sénateurs et des députés du pays. » La Diète acquiert un rôle législatif et le Sénat une fonction délibérative en matière législative[pas clair][28].

### Russie (règne d'Ivan III, puis de Vassili III)

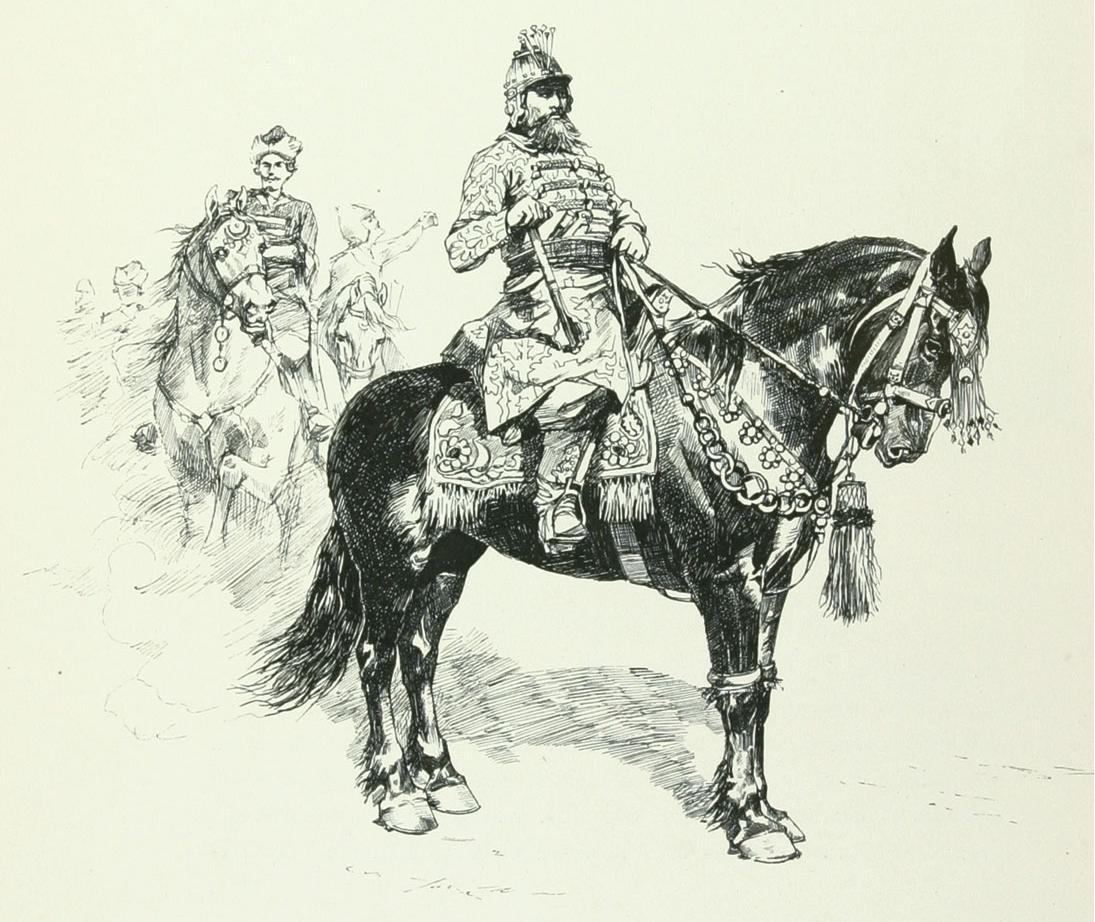
27 octobre : Vassili III (1479-1533) prince de Moscou

- 27 octobre : mort d'Ivan III, à qui succède son fils Vassili III (1479-1533) comme prince de Moscou[29]. Il hérite de son père les trois quarts des biens de l’État et la totalité des droits souverains ; de sa mère Sophie Paléologue, il reçoit le titre de tsar, sans pour autant l'utiliser régulièrement. Ses quatre frères se partagent une trentaine de villes.
- sd : Vassili III établit une ligne de villes fortifiées contre les Tatars de Kazan’ et de Crimée, la « ligne de l’Oka »[30].

## Naissances en 1505
- 13 janvier : Joachim II Hector de Brandebourg, fils de Joachim Ier Nestor de Brandebourg et d'Élisabeth de Danemark († 3 janvier 1571).
- 30 janvier : Thomas Tallis, compositeur anglais († 23 novembre 1585).

- 4 février : Mikołaj Rej, écrivain, politicien et musicien polonais († 5 octobre 1569).
- 5 février : Gilg Tschudi, homme politique, diplomate, géographe et historien suisse († 28 février 1572).

- 16 mars : Francesco Balbi di Correggio, militaire italien  († 12 décembre 1589).

- 11 mai : Antoine Ier, comte d'Oldenbourg († 22 janvier 1573).

- 15 septembre : Marie de Hongrie (1505-1558) sœur de Charles Quint, gouverneur des Pays-Bas († 18 octobre 1558).
- 18 septembre : Melchior Zobel von Giebelstadt, prince-évêque de Wurtzbourg († 10 avril 1558).
- 23 septembre : Anne de Laval, baronne héritière de Laz († 1554).

- 23 novembre : Ercole Gonzaga, cardinal italien († 2 mars 1563).

- 18 décembre : Philipp von Hutten, aventurier allemand et dernier gouverneur allemand du Venezuela († 17 mai 1546).
- 21 décembre : Thomas Wriothesley (1er comte de Southampton), homme politique anglais de la période Tudor († 30 juillet 1550).

- Date précise non connue :
- Livio Agresti, peintre maniériste italien de la Renaissance tardive de l'école de Forlì († 1579).
- Salomon Alkabetz, kabbaliste et poète († 1584).
- Pomponio Amalteo, peintre italien de l'école vénitienne († 9 mars 1588).
- Georges d'Autriche, évêque de Brixen (Tyrol) et archevêque de Valence († 4 mai 1557).
- William Cavendish, huissier du cardinal Thomas Wolsey; il obtint la faveur de Henri VIII d'Angleterre et de ses successeurs, qui l'élevèrent aux honneurs († 25 octobre 1557).
- Charles Ier de Cossé, aristocrate français et maréchal de France († 31 décembre 1563).
- Jean VIII de Créquy, seigneur français de Fressin et de Canaples († 1555).
- Ennon II, comte de Frise orientale († 24 septembre 1540).
- Jean Delespine, architecte français († 1576).
- Dono Doni, peintre italien († 1575).
- Ensapa Lobsang Döndrup, religieux bouddhiste tibétain († 1566).
- Nikolaus Federmann, explorateur et chroniqueur allemand († février 1542).
- Pirro Gonzaga, cardinal italien († 28 janvier 1529).
- Fermo Ghisoni da Caravaggio, peintre italien  de l'école de Mantoue († 1575).
- Jean IV de Brosse, comte de Penthièvre, duc d'Étampes, de Chevreuse et Gouverneur de Bretagne († 27 janvier 1564).
- Léon Ier de Kakhétie, roi de Kakhétie de la dynastie des Bagrations († 1574).
- Antoinette de Loynes, humaniste, salonnière et poète française († 1567).
- Guillaume Morel, imprimeur et érudit français († 19 février 1564).
- Angelo Nicolini, cardinal italien († 15 août 1567).
- Guillaume Philandrier, humaniste, ami de François Rabelais, il fut chanoine de Rodez († 8 février 1563).
- Jakob Seisenegger, peintre autrichien († 1567).
- François de La Trémoille, 36e vicomte de Thouars († 1541).
- Ange Vergèce, maître écrivain d’origine crétoise  († 1569).
- John Wedderburn, réformiste et poète écossais († 1556).

- 1505 ou 1506 :

Portrait assis de l'empereur Hongzhi.

- Lambert Lombard, peintre, architecte, graveur, archéologue, collectionneur, numismate, mythographe, homme de lettres et historien de l'art liégeois († août 1566).

- Vers 1505 :
  - Cornelis Anthonisz, cartographe, peintre et graveur néerlandais († 1553).
  - Camillo Boccaccino, peintre italien († 1546).
  - Guillaume Franc, musicien et compositeur français († 1571).
  - Antoine Minard, magistrat français († 1559).

## Décès en 1505
- 4 février : Jeanne de France.
- 8 juin : Hongzhi.
- Juillet : Jakob Obrecht, musicien brabançon (° 1458).
- 17 octobre : Al-Suyūtī, encyclopédiste persan, en Égypte ; il aurait écrit trois cents ouvrages[31].
- 27 octobre : Ivan III de Russie, souverain depuis 1463[29].
- 18 décembre : Jean de Hornes, prince-évêque de Liège.

- Date précise inconnue :
  - Bartolomeo Caporali, peintre italien (° vers 1420).
  - Adam von Fulda, compositeur allemand (° vers 1445).
  - Filippo Mazzola, peintre italien (° 1460).